# Шарпсбург (Айова)
Шарпсбург (англ. Sharpsburg) — місто (англ. city) в США, в окрузі Тейлор штату Айова. Населення — 72 особи (2020).

## Географія
Шарпсбург розташований за координатами 40°48′14″ пн. ш. 94°38′26″ зх. д. / 40.80389° пн. ш. 94.64056° зх. д. (40.803884, -94.640567).  За даними Бюро перепису населення США в 2010 році місто мало площу 0,96 км², з яких 0,94 км² — суходіл та 0,02 км² — водойми.

## Демографія
Згідно з переписом 2010 року, у місті мешкало 89 осіб у 35 домогосподарствах у складі 22 родин. Густота населення становила 93 особи/км².  Було 42 помешкання (44/км²).
Расовий склад населення:
| - 98,9 % — білих |

До двох чи більше рас належало 1,1 %. Частка іспаномовних становила 5,6 % від усіх жителів.
За віковим діапазоном населення розподілялося таким чином: 25,8 % — особи молодші 18 років, 54,0 % — особи у віці 18—64 років, 20,2 % — особи у віці 65 років та старші. Медіана віку мешканця становила 38,5 року. На 100 осіб жіночої статі у місті припадало 128,2 чоловіків;  на 100 жінок у віці від 18 років та старших — 100,0 чоловіків також старших 18 років.
Середній дохід на одне домашнє господарство  становив 47 888 доларів США (медіана — 31 875), а середній дохід на одну сім'ю — 42 959 доларів (медіана — 36 250). За межею бідності перебувало 9,7 % осіб, у тому числі 10,0 % дітей у віці до 18 років та 12,5 % осіб у віці 65 років та старших.
Цивільне працевлаштоване населення становило 34 особи. Основні галузі зайнятості: роздрібна торгівля — 38,2 %, сільське господарство, лісництво, риболовля — 17,6 %, виробництво — 11,8 %, транспорт — 8,8 %.